# 马克森
马克森是德国下萨克森州的一个市镇。总面积13.32平方公里，总人口1361人，其中男性668人，女性693人（2011年12月31日），人口密度102人/平方公里。